# Гренада (окръг, Мисисипи)
Окръг Гренада (на английски: Grenada County) е окръг в щата Мисисипи, Съединени американски щати. Площта му е 1163 km², а населението - 23 263 души (2000). Административен център е град Гренада.